# The Salerno Concert
The Salerno Concert ist ein Jazzalbum von Bob Mover und Walter Davis junior. Die 1989 in Salerno entstandenen Aufnahmen erschienen am 19. April 2024 auf dem kanadischen Label Reel to Real.

## Hintergrund
Der Altsaxophonist Bob Mover und der Pianist Walter Davis Jr. traten bei einem Live-Konzert 1989 im Restaurant und Veranstaltungsort La Botteghelle in Salerno auf. Dabei spielten sie insgesamt elf Kompositionen, die mit der Bebop-Tradition in Verbindung stehen, neben bekannten Nummern wie „All The Things You Are“, „Salt Peanuts“, „Star Eyes“ und „You Don’t Know What Love Is“, Jazztiteln von Gigi Gryce („Nica’s Tempo“ vom gleichnamigen Album von 1955) und Charlie Parker (wie „Donna Lee“, „Bird Feathers“ und „Little Willie Leaps“) auch Nummern wie „Prince Albert“ vom Art-Blakey-Album At the Cafe Bohemia (1956), „All God’s Chillun Got Rhythm“ aus dem Marx-Brothers-Film A Day at the Races (1937) oder „A Nightingale Sang in Berkeley Square“, einen Song, den Bing Crosby 1940 populär machte.

## Titelliste
- Bob Mover / Walter Davis Jr.: The Salerno Concert (Reel To Real)[1]

1. Nica’s Tempo (Gigi Gryce) 5:53
2. Star Eyes (Gene de Paul) 8:18
3. Donna Lee (Charlie Parker) 8:02
4. You Don’t Know What Love Is (Gene de Paul) 10:01
5. All the Things You Are (Jerome Kern) / Prince Albert (Kenny Dorham, Max Roach) 10:41
6. All God’s Chillun Got Rhythm (Walter Jurmann, Gus Kahn, Bronisław Kaper) / Little Willie Leaps (Charlie Parker) 6:26
7. A Nightingale Sing in Berkeley Square (Eric Maschwitz, Manning Sherwin) 7:26
8. Salt Peanuts (Dizzy Gillespie) 3:21
9. Bird Feathers (Charlie Parker) 4:15

## Rezeption
Nach Ansicht von Pierre Giroux, der das Album in All About Jazz rezensierte, würden Mover und Davis große Virtuosität und intuitive gegenseitige Unterstützung zeigen. Diese beiden Anhänger der Bebop-Tradition hätten sich auf einen musikalischen Vortrag begeben, der gespickt sei mit bekannten Hymnen des Genres, als eine Hommage an ihre Vorgänger, bei der sie komplizierte Harmonien und kaskadierende Läufe verweben, die eine lebendige Klanglandschaft lieferten. Während sich das Album entfalte, werde deutlich, dass Mover und Davis eine gemeinsame musikalische Wertebasis haben und beide die harmonischen Wendungen problemlos meistern.